# Gigadō Ashiyuki

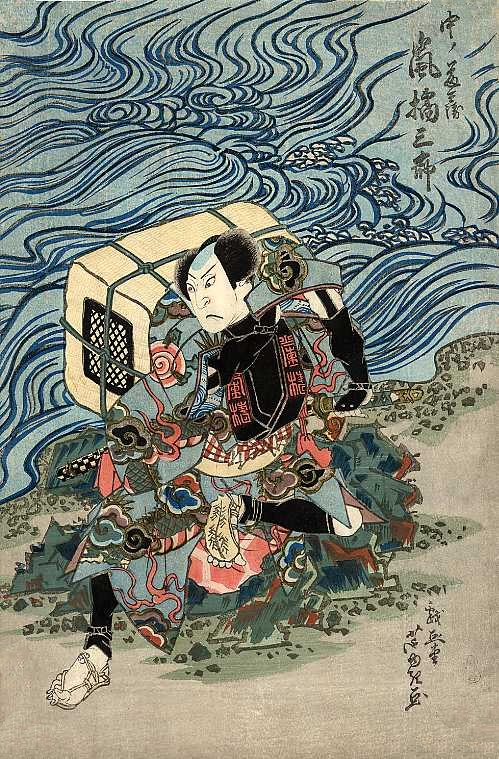
Xilografía de Gigado Ashiyuki del actor kabuki Arashi Kikusaburo II.

Gigadō Ashiyuki (戯画堂　芦幸) fue un diseñador de xilografías de estilo ukiyo-e de Osaka, que estuvo activo desde 1813 a 1833. Fue discípulo de Asayama Ashikuni, y también fue un poeta haiku. Ashiyuki (芦幸) es principalmente conocido por sus grabados de actores kabuki en el formato ōban (36 x 25 cm, aproximadamente), aunque también ilustró libros y diseñó surimonos.

## Nagakuni
Gigadō Ashiyuki usó el nombre “Nagakuni” (長国) desde aproximadamente 1814 a 1821. Pero también existe otro grabador de Osaka que es conocido tanto como Shūei Nagakuni o como Naniwa Nagakuni. Este otro artista fue un estudiante de Nagahide y estuvo activo desde aproximadamente 1814 hasta la década de 1820.